# Frederick Elliot Hotblack
Frederick Elliot Hotblack, britanski general, * 1887, † 1979.